# Theodoor van Lelyveld
Théodôre Bernard (Theodoor) van Lelyveld (Semarang, 18 februari 1867 – Den Haag, 7 oktober 1954) was een Nederlandse militair, fotograaf en kunstschilder.

## Leven en werk
Van Lelyveld was een zoon van Willem Anne Justinus Theodoor van Lelyveld (1828-1870) en Rose Flore Gertrude Sayers (1842-1916). Hij werd geboren op het eiland Java in Nederlands-Indië, waar zijn uit Leiden afkomstige vader werkte als plantageadministrateur op een suikerplantage. Van Lelyveld werd naar Nederland gestuurd om een opleiding te volgen. Hij bezocht de hbs in Utrecht en vervolgens de  Militaire School in Haarlem.

### Militaire loopbaan
Na zijn opleiding werd Van Lelyveld in 1890 benoemd tot tweede luitenant bij het vijfde regiment infanterie en gelegerd in Den Haag. Hij ontmoette er Dina Amelia (Dolly) van Emden (1871-1955) en zij trouwden in 1892. Hij hield zich bezig met fotografie en neemt in 1894 deel aan een internationale fotografietentoonstelling in Arnhem. In datzelfde jaar werd hij adjudant van de gouverneur van Suriname, jhr. Titus van Asch van Wijck en later van diens opvolger Warmolt Tonckens. In 1897 werd hij daarnaast lid van het militair gerechtshof in Suriname.
Van Lelyveld maakte tijdens zijn tijd in Suriname studies van de inheemse bevolking en flora en legde zijn belevenissen en indrukken vast in aquarellen, foto's en dagboeken. Zijn fotoalbum Souvenirs de voyage, met ruim 130 foto's, bevindt zich in de collectie van het Rijksmuseum in Amsterdam. De glasnegatieven bevinden zich in Museon in Den Haag. Studies in waterverf die hij maakte van orchideeën schonk van Lelyveld aan het Rijksherbarium in Leiden, hij kreeg hiervoor de zilveren medaille voor Wetenschap en Kunst toegekend. 
In 1898 keerde Van Lelyveld terug naar zijn garnizoen in Den Haag, waar hij werd benoemd tot eerste luitenant. Na een ongelukkige val werd hij in 1902 afgekeurd voor militaire dienst.
In 1904-1905 schreef hij in De Gids over de omstandigheden van vluchtelingen uit de deportatiekolonie in Frans-Guyana, die hij had ontmoet in Suriname; eenmaal in Suriname aangekomen werden de vluchtelingen opgepakt en teruggestuurd naar Frans-Guyana. Zijn artikelen leidden tot een politieke discussie in Frankrijk en een Tweede Kamerdebat in Nederland.

### Kunstenaar
Na de beëindiging van de militaire carrière, maakte Van Lelyveld de overstap naar de kunst. Hij volgde tekenlessen bij beeldhouwer Charles van Wijk en bezocht de Haagse Academie van Beeldende Kunsten onder Frits Jansen. In 1904 was hij aan de Académie Julian in Parijs leerling van onder anderen Antonio de La Gandara en de zomer erop volgde hij een cursus buitenschilderen in Brugge bij de Engelse schilder Frank Brangwyn. Hij vestigde zich met zijn gezin in Laren en liet hier de villa Rozenhoeve bouwen. Hij ontving er bekende kunstenaars en schrijvers als Wally Moes, William Singer, Evert Pieters, Richard Roland Holst, Willy Sluiter, Ferdinand Hart Nibbrig en Louis Couperus. Van 1912 tot 1916 trok Van Lelyveld door Nederlands-Indië, zijn gezin bleef in Nederland. Hij schilderde in die periode landschappen en portretten, waaronder een staatsieportret van gouverneur-generaal Idenburg. Hij verzorgde eveneens de restauratie van historische portretten in Batavia. Bij terugkeer in Nederland werd in Den Haag een tentoonstelling gehouden van zijn schilderijen. Hij scheidde van zijn vrouw en vestigde zich in Den Haag.
Van Lelyveld schreef ook over kunst en cultuur. Bij zijn artikelen maakte hij geregeld gebruik van eigen foto's ter illustratie.  Hij was redacteur beeldende kunsten (1917-1921) van het tijdschrift De Loods en leverde diverse bijdragen aan onder meer het Maandblad voor Beeldende Kunsten, Nederlandsch-Indië Oud en Nieuw en Elseviers geïllustreerd Maandblad. In 1931 publiceerde hij het boek De Javaansche danskunst. Hij gaf geregeld lezingen.
Van Lelyveld vervulde diverse bestuursfuncties; hij was jarenlang penningmeester en uiteindelijk erelid van de Pulchri Studio en secretaris van de Vereniging van Vrienden der Aziatische Kunst (1921-1948). Hij was ook bestuurslid van de Haagse afdeling van de Vereniging Nederland-Frankrijk en werd door de Franse regering benoemd tot ridder in het Legioen van Eer en officier de l'Instruction Publique.
Van Lelyveld overleed in 1954, op 87-jarige leeftijd, in zijn woonplaats Den Haag.

## Publicaties (selectie)
- "Het bagno in Fransch Guyana", De Gids, jaargang 68 (1904) en jaargang 69 (1905)
- "De kleeding der Surinaamsche bevolkingsgroepen in verband met aard en gewoonten", West-Indische Gids, 1919
- "Iets over het masker en over het Javaansche masker", Maandblad voor Beeldende Kunsten 6 (1929), p. 298-305.
- De Javaansche danskunst. Amsterdam: Van Holkema & Warendorf, 1931.
- "De kris en hare voorbeelden in het museum van Aziatische kunst", Maandblad voor Beeldende Kunsten 11 (1934), p. 357-367.

## Werk in openbare collecties
- Prentenkabinet Universiteitsbibliotheek Leiden
- Rijksmuseum Amsterdam

- Biografisch Portaal: 35655458
- CiNii: DA09736290
- Digitale Bibliotheek voor de Nederlandse Letteren: lely005
- Gemeinsame Normdatei: 1089768079
- International Standard Name Identifier: 0000 0000 8424 8652
- Library of Congress Control Number: n86017015
- Nederlandse Thesaurus van Auteursnamen: 069858705
- PIC: 390314
- Réseau des bibliothèques de Suisse occidentale: 02-A012330514
- RKD-Nederlands Instituut voor Kunstgeschiedenis: 49238
- Système universitaire de documentation: 256014132
- Virtual International Authority File: 8859396
- WorldCat: E39PBJbxJqyjFxBJGkC8XvXrv3